# Contribution annuelle au profit de l'Institut de radioprotection et de sûreté nucléaire
Lire en ligne

Lire sur Légifrance

La contribution annuelle au profit de l'Institut de radioprotection et de sûreté nucléaire est une taxe française instituée en 2010. Le produit de la taxe est affecté à l'Institut de radioprotection et de sûreté nucléaire (IRSN).

## Historique
La loi de finances pour 2010 instaure une taxe affectée au profit de l'IRSN due par les exploitants des installations nucléaires de base (INB),. Cette taxe est destinée à substituer partiellement à la dotation budgétaire versée par l’État à l'IRSN,.
En 2014, l'Inspection générale des finances (IGF) liste la contribution parmi les 192 taxes à faible rendement. La mission préconise de supprimer la contribution en regroupant les taxes sur les installations nucléaires de base.
Un an plus tard, un rapport recommande à nouveau de supprimer la taxe et de rebudgétiser les recettes de la contribution affectée à l'IRSN.

### Réacteur universitaire de Strasbourg
L'université de Strasbourg a pendant longtemps disposé d'une installation nucléaire de base, appelée réacteur universitaire de Strasbourg. Il a cessé d'être exploité en 1997, puis démantelé entre 2006 et 2008 et enfin déclassé en 2012. Or aucune exemption n'est prévue dans les taxes sur les INB pour les établissements d'enseignement supérieur. De plus, les taxes sur les INB s'appliquent jusqu'à la date de leur déclassement.
L'université de Strasbourg a demandé en vain la remise gracieuse de ces taxes car aucun des ministères concernés n'a voulu se saisir de ce dossier « du fait d'une incertitude s'agissant de l'autorité compétente en la matière ». Durant la période, l'université a accumulé une dette fiscale très importante. « Cela représente une dette fiscale de 15,7 M€ pour la taxe sur les INB et de 0,3 M€ au titre de la contribution additionnelle à la taxe sur les INB ». L'IRSN a demandé au rectorat de Strasbourg de procéder au recouvrement des sommes dues avant de poursuivre l'université de Strasbourg devant le tribunal administratif.
Cela a amené le législateur a inclure dans la loi de finances pour 2020 une exonération pour les établissements publics à caractère scientifique, culturel et professionnel de la taxe annuelle, des taxes additionnelles dites de recherche et d’accompagnement et de la contribution annuelle au profit de l'IRSN à compter de l'entrée en vigueur des taxes,.

## Caractéristiques

### Redevables
Les exploitants d'installations nucléaires sont redevables de la taxe. Comme pour la taxe de base sur le nucléaire, le montant est forfaitaire par installation nucléaire et dépend du type d'installation. À partir du 1er janvier 2018, la contribution va de 20 000 euros par an pour un accélérateur de particules à 760 000 pour un réacteur nucléaire.

### Bénéficiaire
Le produit de la taxe est affecté à l'IRSN mais la création de la taxe ne s'est pas traduite par des moyens supplémentaires pour l'IRSN puisque son produit a été compensé par une diminution de la dotation de l'État.
| Année | Produit (M€) |
| ----- | ------------ |
| 2011  | 33           |
| 2012  | 48,0         |
| 2013  | 53           |
| 2014  | 53           |
| 2015  | 63           |
| 2016  | 63           |
| 2017  | 64,6         |
| 2018  | 62,8         |